# كريستين بارانسكي
كريستين بارانسكي  (بالإنجليزية: Christine Baranski)‏ مواليد 2 مايو 1952 في نيويورك، الولايات المتحدة، هي ممثلة أمريكية بدأت مسيرتها الفنية عام 1980. كما أنها من الفائزات بجائزة إيمي.

## الأعمال
- ثالث كوكب بعد الشمس
- فرايجر
- شيكاغو
- شبح هامس
- بيتي القبيحة
- سايك

## روابط خارجية
- كريستين بارانسكي على موقع IMDb (الإنجليزية)
- كريستين بارانسكي على موقع مونزينجر (الألمانية)
- كريستين بارانسكي على موقع ألو سيني (الفرنسية)
- كريستين بارانسكي على موقع ميوزك برينز (الإنجليزية)
- كريستين بارانسكي على موقع أول موفي (الإنجليزية)
- كريستين بارانسكي على موقع قاعدة بيانات برودواي على الإنترنت (الإنجليزية)
- كريستين بارانسكي على موقع قاعدة بيانات الأفلام السويدية (السويدية)
- كريستين بارانسكي على موقع إن إن دي بي (الإنجليزية)
- كريستين بارانسكي على موقع أول ميوزيك (الإنجليزية)
- كريستين بارانسكي على موقع ديسكوغز (الإنجليزية)